# Glaresis handlirschi
Glaresis handlirschi is een keversoort uit de familie Glaresidae. De wetenschappelijke naam van de soort is voor het eerst geldig gepubliceerd in 1893 door Reitter.